# Le Perthus
Le Perthus là một xã trong vùng Occitanie, thuộc tỉnh Pyrénées-Orientales, quận Céret, tổng Céret. Tọa độ địa lý của xã là 42° 27' vĩ độ bắc, 02° 51' kinh độ đông. Le Perthus nằm trên độ cao trung bình là 280 mét trên mực nước biển, có điểm thấp nhất là 196 mét và điểm cao nhất là 647 mét. Xã có diện tích 4.27 km², dân số vào thời điểm 1999 là 620 người; mật độ dân số là 145 người/km².

## Thông tin nhân khẩu
| 1962 | 1968 | 1975 | 1982 | 1990 | 1999 |
| ---- | ---- | ---- | ---- | ---- | ---- |
| 841  | 862  | 699  | 644  | 634  | 620  |